# Varronia anderssonii
Varronia anderssonii är en strävbladig växtart som först beskrevs av Gürke, och fick sitt nu gällande namn av A. Borhidi. Varronia anderssonii ingår i släktet Varronia och familjen strävbladiga växter. Inga underarter finns listade i Catalogue of Life.